# Поляны (Золочевский район)
Поляны (укр. Поляни) — село в Поморянской поселковой общине Золочевского района Львовской области Украины.
Население по переписи 2001 года составляло 793 человека, а по данным 2021 года составляло 695 челлвек. Занимает площадь 1,677 км². Почтовый индекс — 80752. Телефонный код — 3265.

## История
В 1946 г. Указом ПВС УССР село Рыков переименовано в Поляны.